# Джовани II Малатеста ди Соляно
Вижте пояснителната страница за други личности с името Джовани.
Джовани II Малатеста ди Соляно (на италиански: Giovanni II Malatesta di Sogliano; † 1358) от кадетския клон Малатеста от Соляно на рода Малатеста  е суверенен граф на Соляно и владетел на Пенабили, Верукио, Ронкофредо, Поджо дей Берни, Чола дей Малатести, Монтеджели, Ронтаняно, Савиняно ди Риго, Пиетра дел'Узо, Монтебело, Монтепетра и Стригара около 1352 г.

## Произход
Той е син на Малатеста I (Малатестино) Малатеста ди Соляно († пр. 1352), който с двамата си братя е граф на Соляно и господар на Пенабили, Верукио, Ронкофредо, Поджо дей Берни, Чола дей Малатести, Монтеджели, Ронтаняно, Савиняно ди Риго, Пиетра дел'Узо и др.

## Биография
Той е единствен наследник на баща си. Придобива и земите на Гаджо, Вилалта (близо до Чезенатико), Сан Мартино ин Конверсето, Монтекодруцо, Спинело и Раджано.  

## Потомство
Има двама сина:
- Малатеста II Малатеста ди Соляно  († пр. 1389), граф на Соляно с брат си; ∞ за Агнезина, дъщеря на Федерико ди Бусколо от сем. Фаитани от Римини, от която има пет деца
- Рамберто II Малатеста ди Соляно († 1379), граф на Соляно с брат си, бездетен